# Окружни комитет СКОЈ-а за Дрвар
Окружни комитет Савеза комунистичке омладине Југославије (СКОЈ) за Дрвар одликован је Орденом народног хероја, 20. маја 1969. године, поводом 25-годишњице немачког десанта на Дрвар. Током десанта на Дрвар, 25. маја 1944. године, погинуло је читаво руководство Окружног комитета: Душко Бурсаћ, Душко Бајић, Љубо Боснић, Разија Османовић, Зора Зељковић и Савица Соломун. Најстарији члан руководства имао је само 22 године.
Чланови и руководство Окружног комитета СКОЈ-а за Дрвра су се, у пролеће 1944. годне, припремали за прославу рођендана Врховног команданта НОВ и ПОЈ Јосипа Броза Тита, 25. маја, који је се у то време налазио у Дрвару. Руководство Окружног комитета се састало, ујутро 25. маја, у шљивику поред куће Миленка Секулића, у којој се налазило седиште Комитета, и имали краћи састанак. Састанак су прекинуле прве бомбе. Одмах пошто је престало бомбардовање, подобранци су отпочели ваздушни десант. Пали су с обе стране главне улице. Опколили насеље у средишту града, где се налазила и зграда Комитета, у којој су остали заробљени чланови руководства.
Немци нису успели да лако освоје седиште Окружног комитета. Скојевци су храбро пружали двочасовни отпор надмоћнијем непријатељу. Рафали су обасипали зграду, а Немци су прилазили и кроз прозоре убацивали бомбе, које су скојевци враћали назад. Залихе муниције биле су мале, неки су већ били рањени, али отпор није престајао. Седиште Окружног комитета је тако постало једно од најјачих партизанских упоришта у самом граду, а око његове зграде погинуло је око тридесетак немачких војника.
Када су увидели Зора Зељковић и Љубо Боснић, да су им другови изгинули, одлучили су да покушају да се пробију из немачког окружења. Приликом тог покушаја Зору су ранили и заробили, а касније стрељали на Шобића гробљу, где су се налазиле заробљене жене, деца и старији људи. Љубо Боснић, је иако рањен, успео да се пузећи преко њива, провуче до реке Унца, коју је препливао и стигао до куће Миће Додига. Мићо и његова жена Милка, су га унели у кућу и превили му ране. Ујутру је наишла група есесоваца, која је претресла кућу и пронашла Љубу, а потом Мићу и Милку затворила у кућу и запалила је. Тако је погинуо и последњи члан Окружног комитета СКОЈ-а за Дрвар.
Чланови Окружног комитета Савеза комунистичке омладине Југославије за Дрвар, погинули током нечачког десанта на Дрвар, 25. маја 1944. година:
- Душко Бурсаћ (1923—1944), политички секретар Окружног комитета СКОЈ-а за Дрвар. Рођен је у селу Каменици, код Дрвара. завршио је четири разреда основне школе и столарски занат. Члан СКОЈ-а је постао још пре рата. Његова рођена сестра Марија Бурсаћ, која је погинула 1943. године, била је чувени бомбаш Десете крајишке бригаде и проглашена је за прву жену народног хероја.
- Душко Бајић, организациони секретар Окружног комитета СКОЈ-а за Дрвар. Рођен је у засеоку Нагрђе у селу Шиповљани. Завршио је основну школу и три разреда Грађанске школе. Члан СКОЈ-а је постао пре рата. Био је и секретар бригадног комитета СКОЈ-а у Десетој крајишкој бригади.
- Љубо Боснић, члан Окружног комитета СКОЈ-а за Дрвар. Рођен је 1924. године у селу Врточе, код Дрвара. Завршио је основну школу и три разреда Грађанске школе. Члан СКОЈ-а постао је 1938, а члан КПЈ 1942. године. Његов рођени брат Рајко Боснић, којег су 1942. године убили четници, проглашен је за народног хероја.
- Разија Омановић, члан Окружног комитета СКОЈ-а за Дрвар. Рођена је у Цазину, а одрасла је у Сарајеву. У време почетка рата била је гимназијалка. Под утицајем брата Ремзије, предратног комунисте, укључила се у рад илегалне скојевске организације. Била је послата на слободну територију, где је обављала разне дужности.
- Зора Зељковић, члан Окружног комитета СКОЈ-а за Дрвар. Рођена је у селу Палачуку, код Мартинброда. Завршила је четири разреда основне школе. Била је вешт говорник, умела је да објашњава циљеве НОП-а и мобилише омладину за борбу. Била је на курсу за скојевске руководиоце у Подгрмечу, где је постала члан Окружног комитета.
- Савица Соломун, члан Окружног комитета СКОЈ-а за Дрвар. Рођен је у селу Јањилима, код Босанског Петровца. После завршетка основне школе, отишао је у Београд, где је учио кројачки занат. Рат га је затекао у Београду, а потом се вратио у родни крај, где се укључио у рад скојевске организације. Почетком 1942. године изабран је за секретара актива СКОЈ-а у селу, а касније за члана Општинског, Среског и Окружног комитета СКОЈ-а.

Указом председника СФРЈ Јосипа Броза Тита Окружни комитет СКОЈ-а за Дрвар је 20. маја 1969. за беспримеран хероизам и јунаштво који су чланови Окружног комитета испољили у борби против непријатеља за време десанта на Дрвар одликован Орденом народног хероја.